# Фальстад (концентрационный лагерь)
Фальстад (норв. Falstad) — нацистский концентрационный лагерь в Норвегии, располагавшийся в деревне Экне близ Левангера. Использовался в основном для политических заключенных с оккупированных нацистами территорий.

## История
В 1895 году Андерс Даае (Anders Daae) купил за 80 тысяч норвежских крон ферму близ Левангера. На её территории планировалось создать христианский интернат для трудновоспитуемых юношей. После окончания строительных работ, главное здание сгорело в пожаре. В 1910 норвежское правительство ввело отремонтированный интернат Фальстад в эксплуатацию. В 1921 году новый пожар снова разрушил главное здание учреждения, после чего оно уже было отстроено по образу тюрем XIX века, со внутренним двором.
В августе 1941 года нацисты посетили Фальстад с целью сделать этот интернат центром программы Лебенсборн в Норвегии, однако сочли территорию неподходящей для этого. Поэтому в сентябре было принято решение о создании в Фальстаде тюрьмы. Для этого силами 170 пленных работников организации Тодта из Дании лагерь был обнесён колючей проволокой, а на его территории были построены вышки. Осенью 1943 года в Фальстаде были построены два новых барака. В командной структуре немецких оккупационных властей в Норвегии Фальстад находился в ведении рейхскомиссара Йозефа Тербовена, но фактически был личной тюрьмой Герхарда Флеша.
Среди заключённых Фальстада находились не только политические враги нацистского режима, но и военнопленные, которых часто пересылали в другие концлагеря в Германии и Польше, или в норвежский Грини. Также транзитным концлагерь был и для норвежских евреев, депортируемых в Освенцим. Из 47 еврейских узников лагеря, минимум восемь были казнены в Фальстаде. Казни проводились в близлежащем лесу.
Принято считать, что с ноября 1941 по май 1945 года через лагерь прошло около 5000 человек, однако точных данных об этом нет. В первые месяцы после его создания количество заключённых не превышало 200 человек, но в последующее время оно колебалось от 250 до 500 человек. С поздней осени 1944 года численность заключённых значительно выросла, так как в это время прекратилась пересылка узников в Германию и к тому же на юг были переведены лагеря, находившиеся в Северной Норвегии.
Перед концом войны, нацисты уничтожили множество документов, подтверждающих их преступления. 4 и 5 мая 1945 года комендант тюрьмы приказал эксгумировать и спрятать трупы расстрелянных, закопанные в лесу. Около 25 тел были сброшены в море.
В 1948 году была составлена карта захоронений заключённых лагеря. Было обнаружено в общей сложности 46 братских и одиночных могил, в которых были захоронены 202 узника, из которых 97 были русскими, 67 югославами и 38 норвежцами. Большую помощь в обнаружении захоронений оказал серб Любан Вукович, содержавшийся в лагере с 1942 по 1945 годы. Жертвы были идентифицированы и захоронены в родных местах и на кладбище при кафедральном соборе в Тронхейме. Останки заключённых из Восточной Европы в начале 1950-х годов были перезахоронены на военном кладбище в Тронхейме.
В октябре 1947 года в Фальстадском лесу был открыт первый монумент в память о жертвах. Его автором стал скульптор Одд Хильт, который и сам во время войны был заключённым данного лагеря. В период с 1951 по 1992 год лагерь снова функционировал как школа для детей с ограниченными возможностями здоровья. В 1998 году на территории бывшего лагеря был установлен ещё один памятник работы Нильса Ааса. Благодаря помощи белградского союза ветеранов войны удалось идентифицировать 74 югославских заключённых, погибших в лагере, и в 2006 году в память о них был воздвигнут камень с выгравированными на нём их именами. В августе 2000 года был создан Фальстад-центр, представляющий национальный центр образования и документирования истории тюремного заключения во время Второй мировой войны, международного гуманитарного права и прав человека.

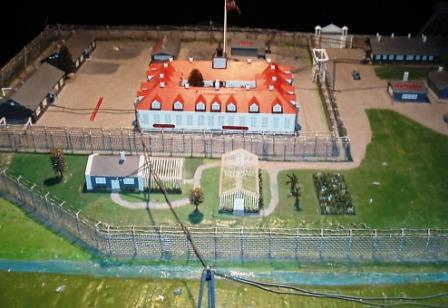
Модель лагеря
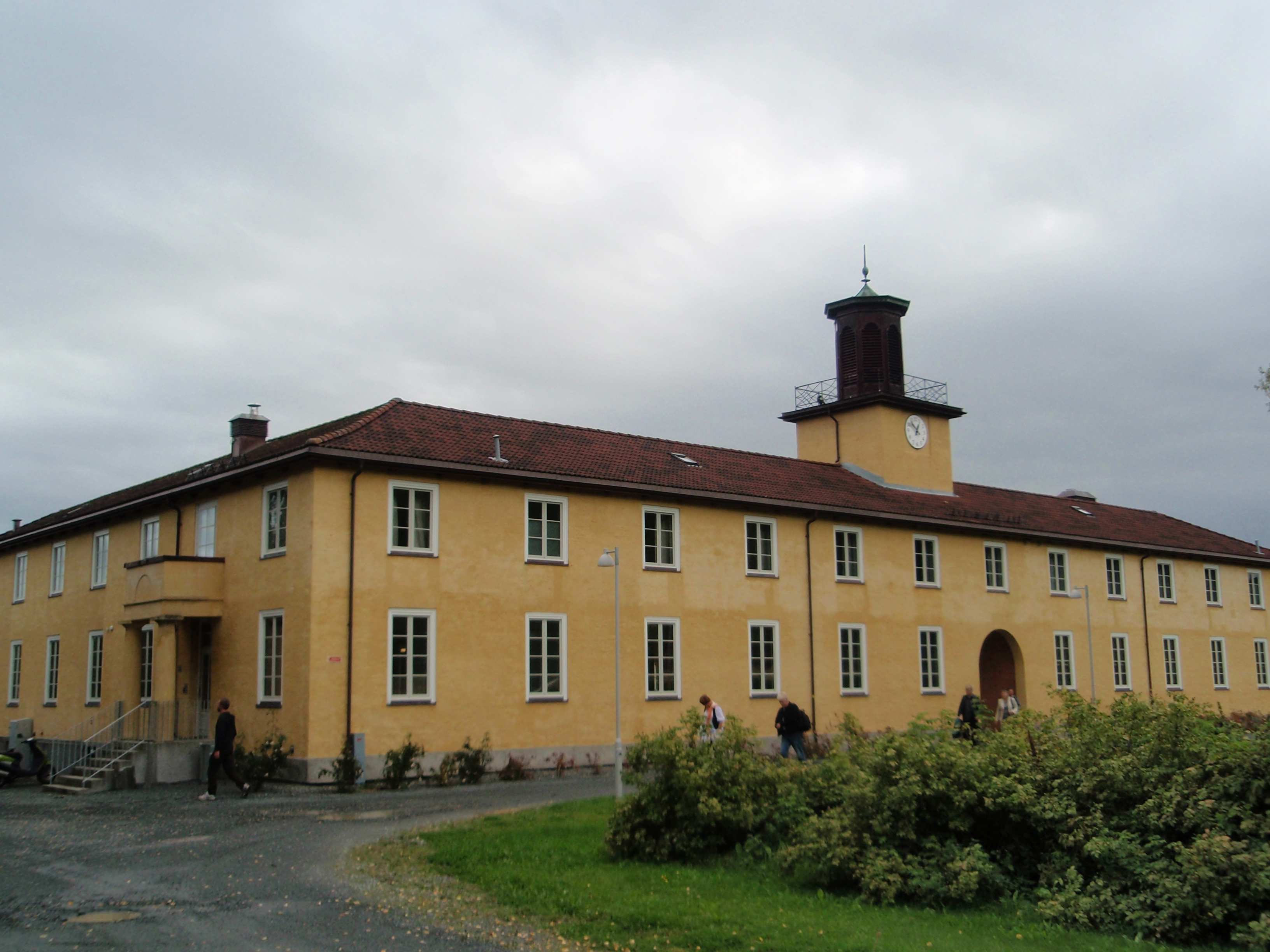
Главное здание
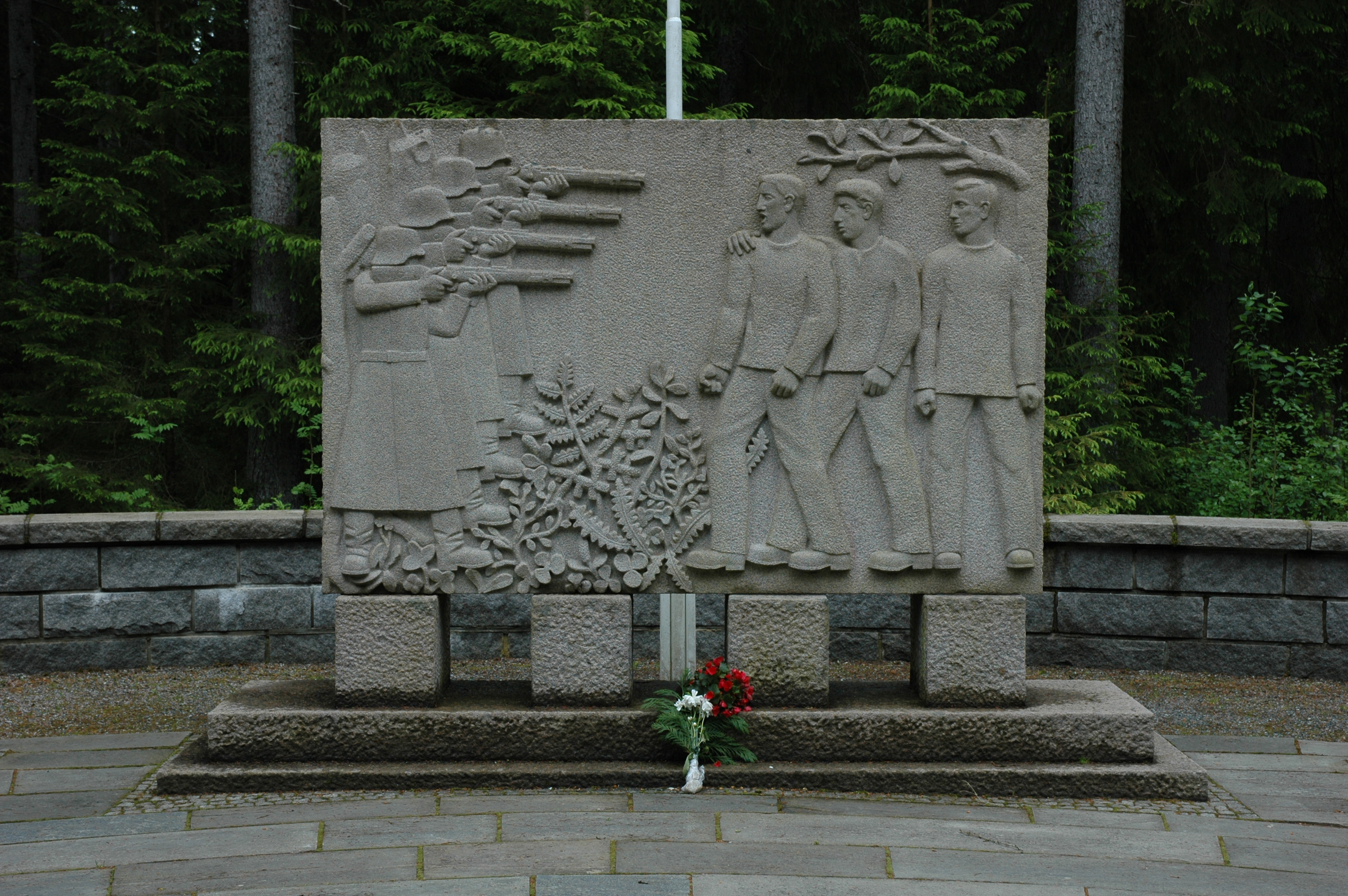
Мемориал в Фальстаде

## Коменданты лагеря
- Шёнинг Пауль (1941 — май 1942)
- Гоголь Пауль (с мая 1942), гауптшарфюрер СС
- Шаршмидт (имя неизвестно)
- Йек Вернер
- Бауер Георг
- Денк Карл